# Wine equalization tax
Wine Equalization Tax - WET é um imposto da Austrália que é cobrado sobre produção de vinhos.
O Governo da Autrália conduziu algumas reformas no sistema de impostos existente em 2006. Uma das medidas dá assistência melhorada à indústria de vinhos sob a taxa de equalização de vinhos (Wine Equalization Tax - WET)